# Château de Larciano
Ne doit pas être confondu avec Château de Cecina di Larciano.
Le château de Larciano (en italien : Castello di Larciano, est située dans la commune de Larciano dans la province de Pistoia en Toscane,.
Il s'agit d'une fortification située sur les pentes du Montalbano, à 165 m, utilisée par les habitants de Pistoia au Moyen Âge comme tour de guet, car, depuis son sommet, on pouvait clairement observer le château de Cecina di Larciano, et de là, ceux de Montevettolini (it) et de Monsummano Terme, progressivement jusqu'à la forteresse de Castruccio de Serravalle Pistoiese, ce dernier situé sur la colline entre le Valdinievole et la plaine de Florence-Prato-Pistoia.
Aujourd'hui, la tour abrite le Musée Archéologique Civique de Larciano Castello où sont exposées des découvertes provenant de la Valdinievole orientale et qui remontent de la Préhistoire et à la fin de la Renaissance.

## Historique
Le château de Larciano remonte au Xe siècle et a été construit par la volonté de la famille Guidi, d'origine lombarde, qui possédait d'importantes possessions non seulement dans le Valdinievole, mais aussi dans diverses régions de la Toscane.
L'emplacement où se dresse la fortification abritait autrefois une villa étrusque et plus tard une villa romaine. En 927, l'ancêtre des Guidi de la branche Modigliana, le comte Tegrimo Guidi (it) fit construire une tour de 40 m de haut (la même qui fait encore partie de la fortification) pour servir de structure de garde de la Valdinievole.

### AuXIIIesiècle
En 1225, les quatre fils de Guido Guerra de Modigliana vendirent le château de Larciano à la municipalité de Pistoia pour la somme de 6 000 lires de monnaie pisane. La population de Larciano devint sujette de la municipalité de Pistoia, se trouvant obligée de payer annuellement une forte somme à la ville.
La municipalité de Pistoia a cependant investi des ressources dans la fortification du bâtiment construit par les comtes Guidi. L'ancien castrum était fermé par une courtine fortifiée plus solide (longue d'un kilomètre), équipée de bretèches et de tours (qui n'existent plus aujourd'hui), avec deux portes appelées Bagno et San Marco. De la tour crénelée, les gardes contrôlaient les marais, le bassin de l'Arno et la Via Francigena qui, de Valdinievole, remontait Montalbano en direction de Florence. Larciano est devenu le principal bastion défensif sud de Pistoia.

### AuXIVesiècle
En 1302, les villes guelfes de Florence et Lucques se liguèrent contre Pistoia gibeline et assiégèrent le château de Serravalle. Larciano, comme d'autres châteaux plus petits, tomba également sous le siège des troupes florentines, alliées à celles de Lucques. En 1310, pour la récupérer, Pistoia dut payer 10 000 florins d'or. Lorsqu'en 1391 un danger commun, la possible descente en Toscane de Jean Galéas Visconti, rapprocha les Florentins et Pistoia, le château devint une base commune pour les deux armées qui, grâce à l'opposition militaire et à ses garnisons, réussirent à résister à l'armée des chevaliers et de l'infanterie lombardes.

### AuXVesiècle
En 1401, Pistoia se soumet définitivement à Florence et Larciano devient le siège d'un des podestats qui divisent ce territoire soumis à la juridiction fiscale de Florence, avec quatre podestats qui devaient le réunir : Serravalle, Larciano, Tizzana et Montale. Il s'agit d'une structure définitive, qui restera inchangée au cours des époques suivantes.
Dans ces années-là, Florence érigea une colonne en forme de stèle sur la place de Larciano, au sommet de laquelle était placé le Marzocco, c'est-à-dire un lion assis tenant dans sa patte droite le bouclier fleurdelisé, symbole de Florence. Le Marzocco qui se trouve encore sur la place devant le château est décapité. La tradition veut que la décapitation de la tête de lion soit due à des rivalités lointaines et passionnées entre Larciano et le village voisin de Cecina.

### LesXVIIIeetXIXesiècles
Entre 1772 et 1774, le maître autrichien de la branche des cadets de Florence décréta une nouvelle structure administrative des terres de Pistoia. Il supprima la mairie de Larciano, la subordonnant au tribunal de Serravalle Pistoiese et l'unissant à la commune de Lamporecchio. À la fin du XIXe siècle, le gouvernement de Francesco Crispi décréta la première loi établissant les communes et Larciano fut détaché de Lamporecchio, pour établir son autonomie administrative définitive avec son siège dans le hameau de San Rocco, dans la plaine.

## L'architecture

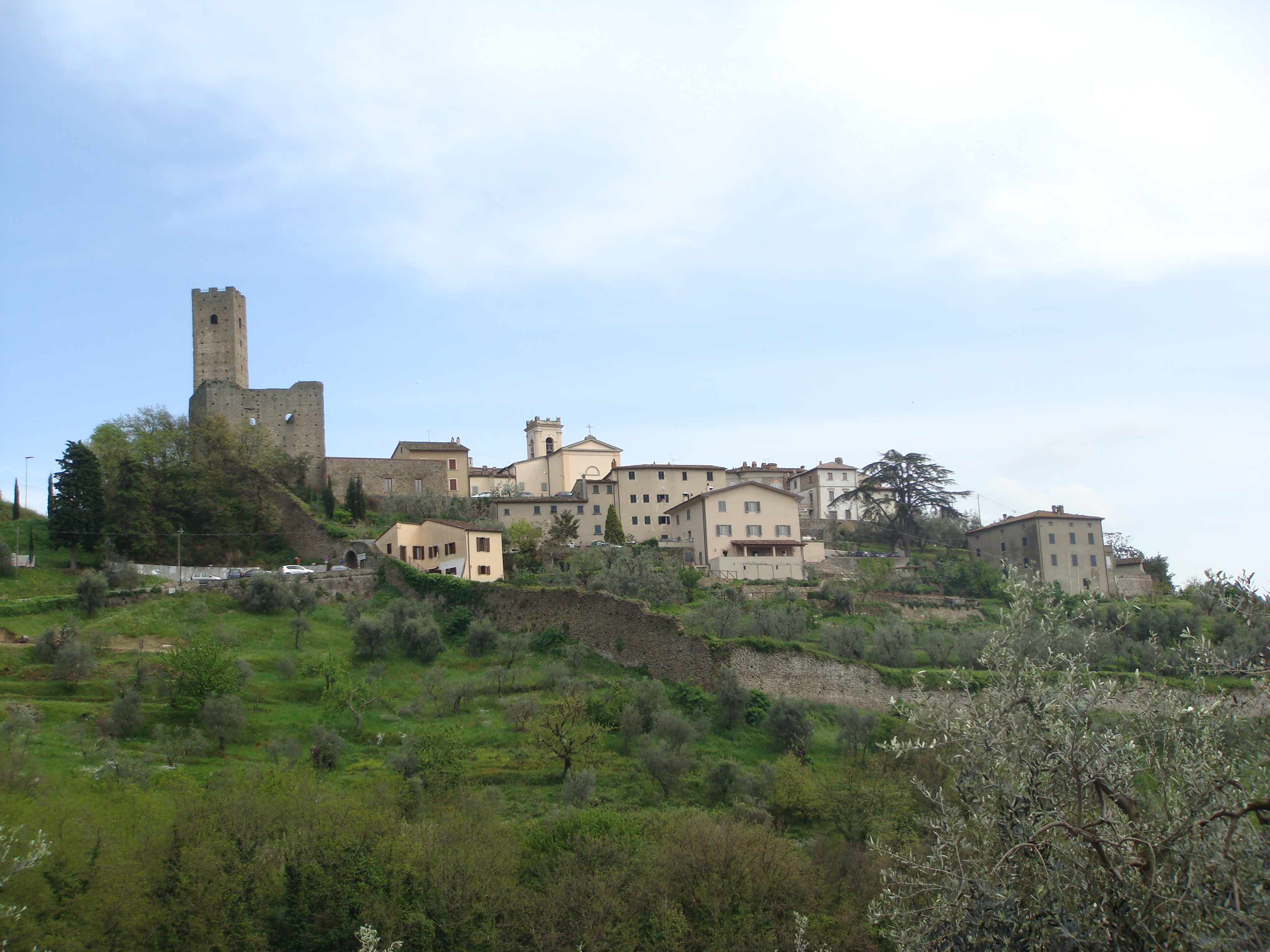
Le château au sommet du village.

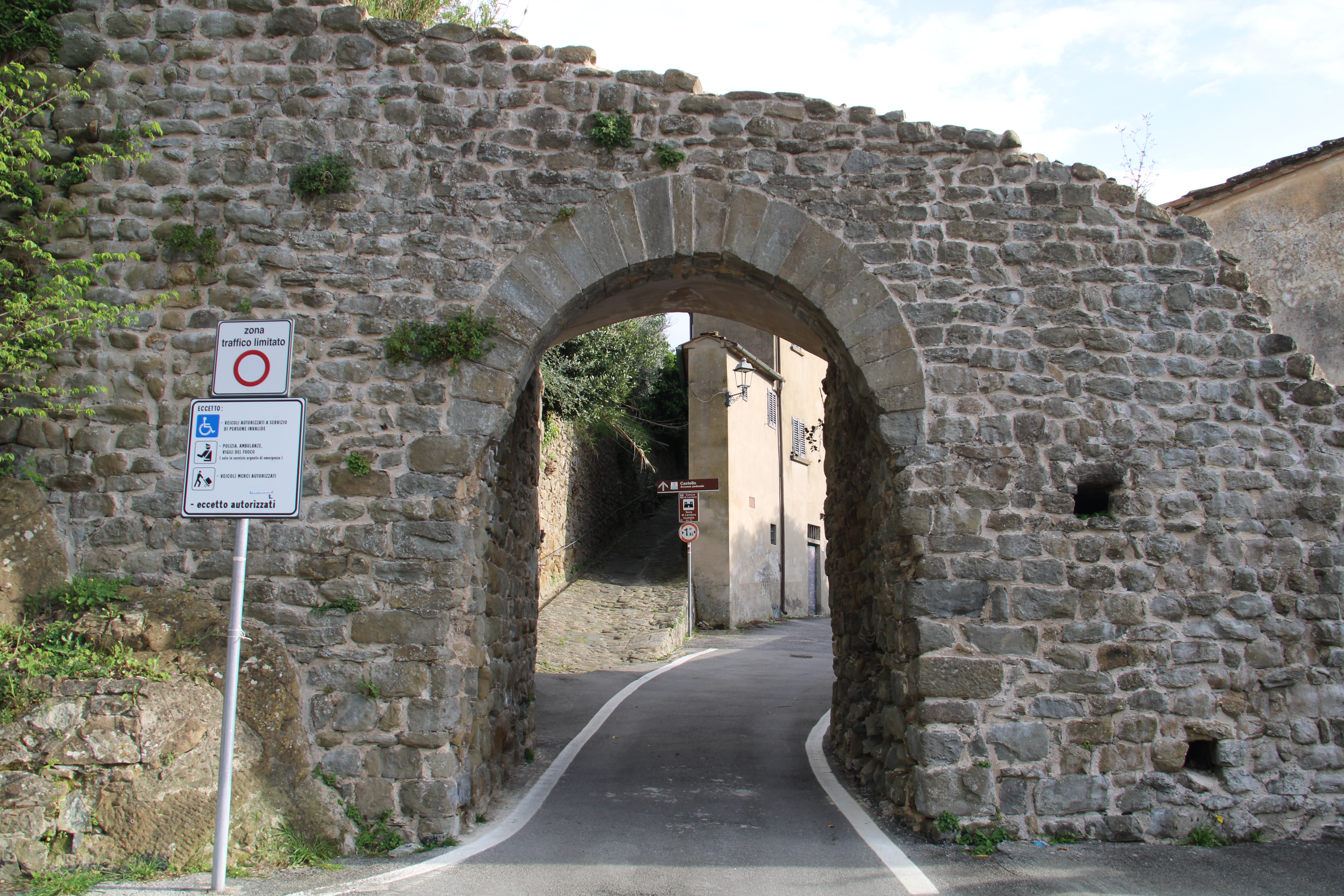
L'ancienne Porta San Marco des murailles de Larciano.

Le château de Larciano a une configuration actuelle qui remonte au XIIIe siècle et à l'œuvre des propriétaires de Pistoia qui ont augmenté ses caractéristiques défensives au moment de l'achat. Les murailles se sont développées sur un périmètre d'environ 1 050 m et une partie du circuit est encore intacte et peut être visitée.
Dans l'Antiquité, les murs étaient entourés de solides tours correspondant aux trois portes, dont une, la principale, était située au point culminant du château. Aujourd'hui des quatre tours, il ne reste que la plus haute, entourée du donjon. Aujourd'hui, tous les murs de séparation intérieurs ont été perdus. Au centre de la cour se trouve l’ancienne citerne d’eau, toujours en activité. Pour accéder au château, il y avait, comme elles existent encore, trois portes orientées vers l'unique place, d'où partaient trois rues et convergeaient vers la place principale. Les murs et les portes sont encore en bon état de conservation. À l'origine, la structure était équipée d'une passerelle surélevée qui reliait les quatre postes de garde situés aux angles.
À l'intérieur du périmètre du donjon, une zone muséale a été aménagée, où est conservée une collection de découvertes archéologiques datant de la période comprise entre la préhistoire et la Renaissance. Aujourd'hui encore, il est possible de gravir les quelque 200 marches de la tour et de profiter de la vue.

## Événements
Chaque année, le village de Larciano Castello accueille la traditionnelle « Fête médiévale ». Il s'agit d'une reconstitution historique organisée par l'association Pro Loco de Larciano avec le patronage de la municipalité de Larciano. Les comédiens en tenue médiévale défilent dans les rues du village aménagé pour l'occasion. Les visiteurs ont l'occasion de croiser des guerriers prêts à se battre, des ménestrels et des agitateurs de drapeaux, mais aussi des nobles, des dames, des chevaliers et des archers.
L'événement revient chaque année pour faire revivre l'atmosphère médiévale à l'intérieur de l'ancienne structure nichée sur les pentes de Montalbano. L'événement phare est le Palio De lo Marzocco avec des jeux qui remontent à l'époque médiévale.

## Galerie

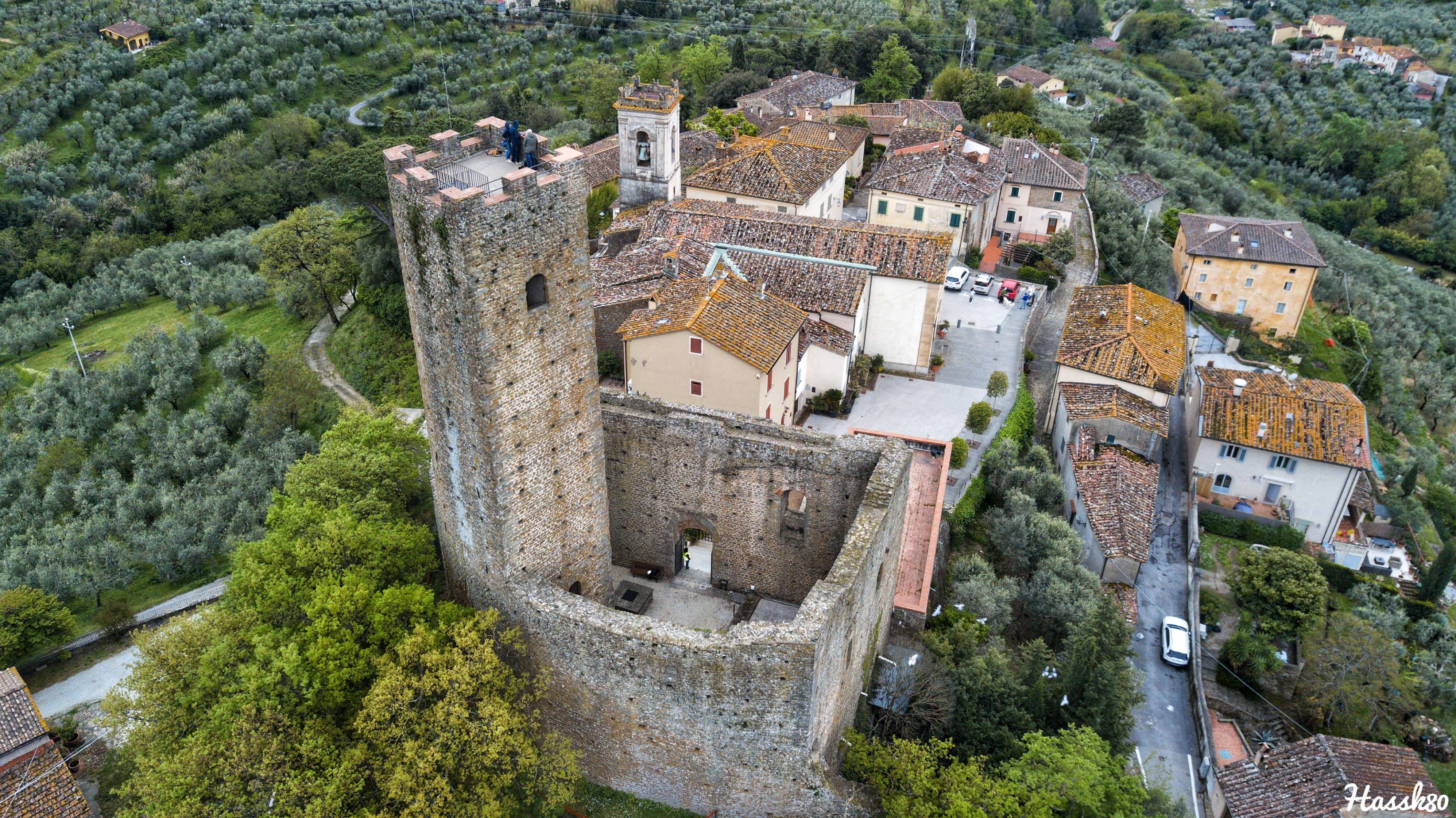
Vue aérienne du village de Larciano.
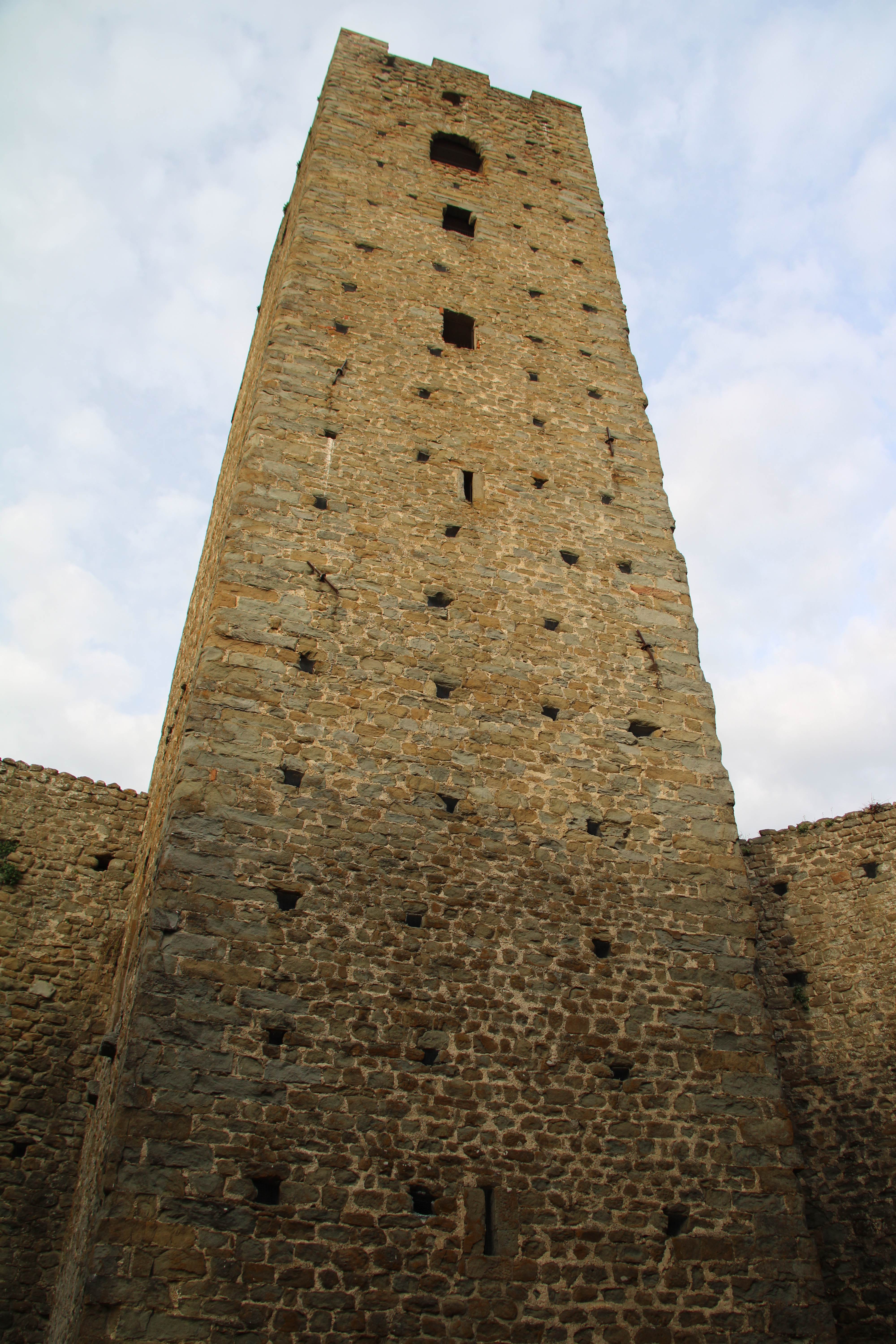
Le donjon.
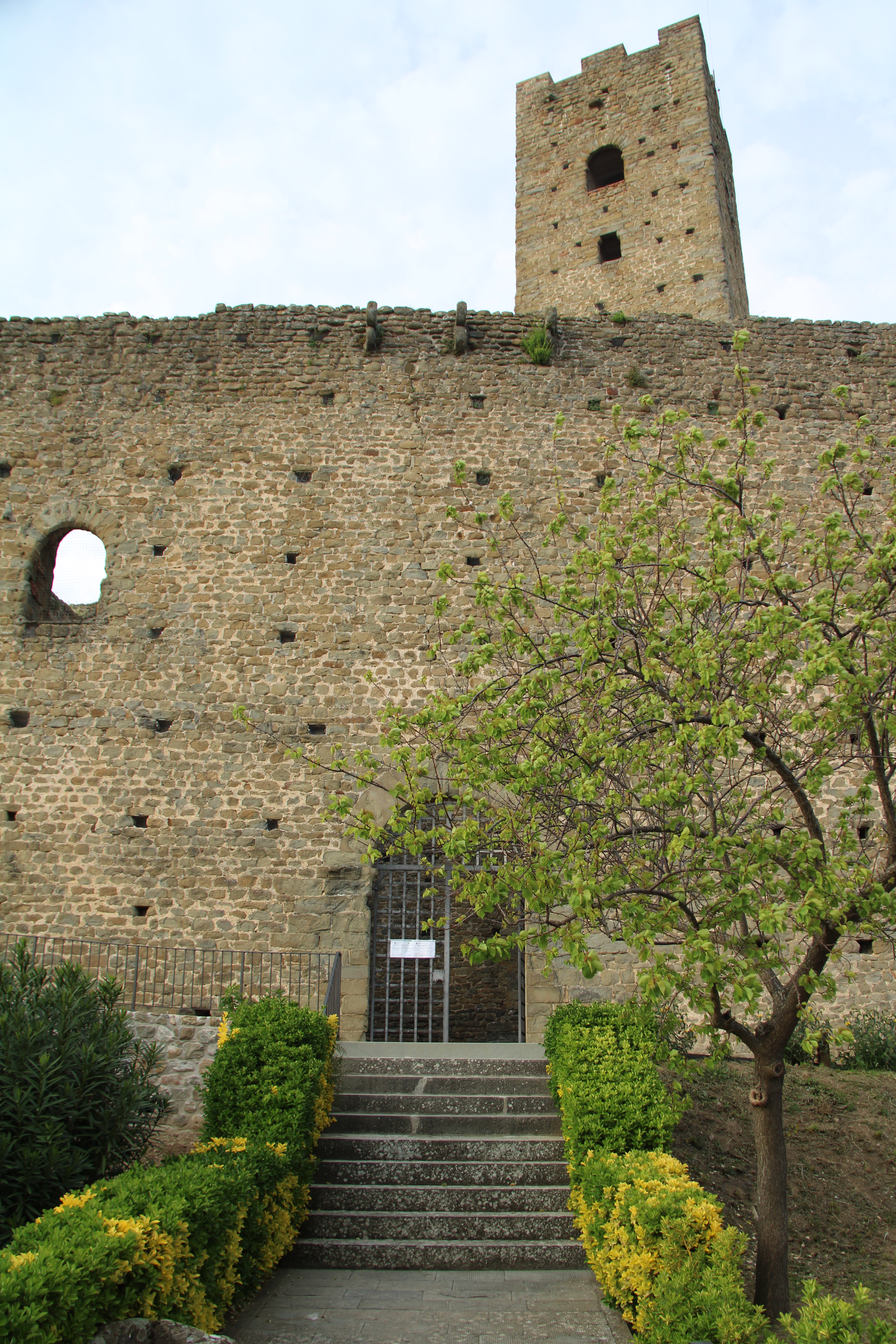
Une autre entrée.